# Canton de Lugano
1798–1803
Entités précédentes :
- Bailliage de Locarno
- Bailliage de Lugano
- Bailliage de Mendrisio
- Bailliage de Vallemaggia

Entités suivantes :
- Canton du Tessin

Le canton de Lugano (en italien : Cantone di Lugano) est un ancien canton suisse qui a existé entre 1798 et 1803. Il fait partie des unités administratives introduites par la République helvétique. Il se situe alors sur une partie du territoire de l'actuel canton du Tessin.